# Полицький повіт
Полицький повіт (пол. powiat policki) — один з 18 земських повітів Західнопоморського воєводства Польщі.
Утворений 1 січня 1999 року в результаті адміністративної реформи.

## Загальні дані
Повіт знаходиться у західній частині воєводства.
Адміністративний центр — місто Полице.
Станом на 1.01.2008 населення становить 66 462 осіб, площа 665,28 км².

## Демографія
Демографічні дані повіту станом на 30.06.2005:
|       | Всього | Всього | Жінки  | Жінки | Чоловіки | Чоловіки |
| ----- | ------ | ------ | ------ | ----- | -------- | -------- |
|       | осіб   | %      | осіб   | %     | осіб     | %        |
| Повіт | 63 462 | 100    | 32 074 | 50,6  | 31 338   | 49,4     |
| Міста | 35 515 | 100    | 18 034 | 50,8  | 17 481   | 49,2     |
| Села  | 27 947 | 100    | 14 040 | 50,2  | 13 856   | 49,8     |